# René Hellermann
René Hellermann (* 7. Juni 2000) ist ein österreichischer Fußballspieler.

## Karriere

### Verein
Hellermann begann seine Karriere beim Innsbrucker AC. 2014 kam er in die AKA Tirol. In der AKA Tirol spielte er von der U-15-Mannschaft bis zur U-18-Mannschaft. Im Jänner 2018 wechselte er zum Zweitligisten FC Liefering, wo er zudem auch für die U-19-Mannschaft des FC Red Bull Salzburg in der UEFA Youth League zum Einsatz kam.
Im März 2018 debütierte er für Liefering in der zweiten Liga, als er am 24. Spieltag der Saison 2017/18 gegen den Floridsdorfer AC in der 67. Minute für Anderson Niangbo eingewechselt wurde.
Am Beginn der Saison 2018/19 riss er sich im Training das Kreuzband und fiel längere Zeit aus. Nach acht Zweitligaeinsätzen für Liefering wechselte er im Jänner 2020 zu den drittklassigen Amateuren des FC Admira Wacker Mödling. Zur Saison 2021/22 rückte er in den Kader der Profis. Für die Profis kam er allerdings nie zum Einsatz.
Im Jänner 2022 wechselte Hellermann zurück in seine Heimat Tirol zum Regionalligisten SC Imst.

### Nationalmannschaft
Hellermann spielte zwischen Oktober 2017 und April 2018 acht Mal für die österreichische U-18-Auswahl.